# Oscar Jansson
Oscar Jansson, né le 23 décembre 1990 à Örebro, est un footballeur suédois. Il évolue au poste de gardien de but avec le club du BK Häcken.

## Biographie
Jansson naît et grandit à Örebro, où il joue pour le Karlslunds IF, club de division inférieure, avant de rejoindre Tottenham le 2 janvier 2007. Il est repéré lors des éliminatoires des Championnats d'Europe des moins de 17 ans disputés avec la Suède.
Début septembre 2009, il rejoint le club d'Exeter City dans le cadre d'un contrat de prêt d'un mois. Il fait ensuite ses débuts à Gillingham, où Exeter City s'incline 3:0. Exeter City prolonge le prêt de Jansson jusqu'à fin octobre 2009 pour de nouveau prolonger l'accord de prêt de Jansson jusqu'au 1er décembre 2009 pour un troisième et dernier mois. Il retourne à Tottenham Hotspur le 1er décembre après avoir conclu son contrat de prêt de trois mois avec Exeter City. En août 2010, Jansson a rejoint Northampton Town sur un prêt à court terme, retournant à Tottenham le 7 septembre 2010.
Le 8 août 2011, Jansson signe un contrat de prêt d'un mois avec Bradford City. Après une apparition en Coupe de la Ligue et deux participations en FA Cup pour Bradford City, Jansson revient chez les Spurs le 7 septembre 2011.
Jansson participe avec le Shamrock Rovers à un match amical à Glentoran en février 2012, et signe jusqu'en juin 2012. Après avoir été libéré par Tottenham, Jansson signe un contrat pour le Shamrock Rovers jusqu'à la fin de la saison.
Le 26 décembre, Jansson signe un contrat de trois ans avec l'Örebro SK.
En janvier 2013, Jansson est convoqué avec l'équipe nationale suédoise afin de disputer la King's Cup. Il reçoit sa première sélection en équipe de Suède le 21 janvier 2014, contre l'Islande (victoire 0-2 à Abou Dabi).